# 시구아톡신

시구아톡신 CTX1B의 화학 구조. 복수의 에터 브리지를 보여주고 있다.

시구아톡신(ciguatoxin)은 시구아테라를 일으키는 물고기에서 발견되는 독성 다환식 폴리에터이다. 시가톡신이라고도 한다.
이 계열에는 여러 개의 각기 다른 화학 물질들이 있다. 간단히 줄여서 "CTX"라고 종종 부른다.
- (영어) 시구아톡신 - PubChem - Ciguatoxin 1
- (영어) 시구아톡신 - PubChem - Ciguatoxin 2
- (영어) 시구아톡신 - PubChem - Ciguatoxin 3
- (영어) 시구아톡신 - PubChem - Ciguatoxin 4B (Gambiertoxin 4b)

## 독성의 효력
주요 증상은 독성 흡입 후 1~3시간 내에 발전한다: 구토, 설사 및 사지, 입, 입술의 무감각, 열기/냉기 감각의 전도, 근육통 및 관절통. 이 증상은 개인의 상황에 따라 수일에서 수주, 심지어는 수개월에 걸쳐 지속될 수 있다. 알려진 해독제는 없다.

## 생몰 농축
시구아톡신은 와편모충류의 일종인 Gambierdiscus toxicus에 의해 만들어진다. 이 독성은 보통 참바리아과, 놀래기과, 쥐치복과, 쏠배감펭속, 잿방어와 같은 커다란 암초 어류의 살갗, 머리, 내장, 어란에 농축된다.
시구아톡신은 조리를 통해 파괴되지 않는다. 음식 내에 이 독성에 대한 조속한 시험은 표준으로 잡혀있지 않다.

## 같이 보기
- 삭시톡신
- 테트로도톡신